# Łaniec
Łaniec is een plaats in het Poolse district  Kędzierzyńsko-Kozielski, woiwodschap Opole. De plaats maakt deel uit van de gemeente Polska Cerekiew en telt 150 inwoners.